# 大野市郎
大野 市郎（おおの いちろう、1910年（明治43年）11月25日 - 1988年（昭和63年）2月9日）は、昭和期の実業家、政治家。衆議院議員（7期）。

## 経歴
新潟県長岡市で大野屋旅館主・大野甚松の孫として生まれた。新潟県立長岡中学校を経て1932年（昭和7年）兵庫県立神戸高等商業学校卒業。箱根富士屋ホテルに勤めた。
1936年（昭和11年）静岡県熱海市でホテル大野屋を開業した。1940年（昭和15年）父から大野屋本店社長を継承した。熱海市会議員を務め、1950年（昭和25）熱海商工会議所会頭に就任した。日本温泉協会会長などの役職も務めた。
佐藤栄作の秘書を経て1952年（昭和27年）自由党から第25回衆議院議員総選挙に旧新潟3区から出馬して初当選。以降、何度かの落選を経験しながらも通算当選7回。この間、第2次岸内閣農林政務次官、衆議院運輸委員長、同地方行政委員長、自民党政調会農林部副部長、同産業組織局中小企業部長、同宣伝局報道部長、同産業局次長、同広報委員会副委員長兼出版局長、同長岡支部長、同新潟県支部連合会会長、同総務、同住宅対策特別委員長、同日中国交正常化協議会副会長などを務めた。
佐藤派に所属したが、田中角栄とは同じ派閥・選挙区だったため、当落を繰り返すなど選挙では毎回苦戦し、入閣も果たせなかった。地元選挙民からの陳情対応でも、獲得票の少なかった市町村出身者を冷たくあしらうなどしたため、田中に票が流れる悪循環を招いた。
1972年（昭和47年）に保利茂らと福田派に参じるが、1976年（昭和51年）の第34回総選挙で落選し、政界を引退した。1981年（昭和56年）春の叙勲で勲二等旭日重光章受章。
1988年（昭和63年）2月9日死去、77歳。死没日をもって正四位に叙される。

## 親族
- 長男は大野屋社長の大野英市[6]。国際観光旅館連盟副会長、日本温泉協会常務副会長、熱海商工会議所会頭を歴任[9]。2007年11月19日、心臓発作のため死去、67歳[9]。
- 次男は作曲家でミュージシャンの大野雄二。

## 国政選挙歴
- 第25回衆議院議員総選挙（新潟県第3区、1952年10月、自由党）当選[4]
- 第26回衆議院議員総選挙（新潟県第3区、1953年4月、自由党）次点落選[10]
- 第27回衆議院議員総選挙（新潟県第3区、1955年2月、自由党）当選[10]
- 第28回衆議院議員総選挙（新潟県第3区、1958年5月、自由民主党）当選[10]
- 第29回衆議院議員総選挙（新潟県第3区、1960年11月、自由民主党）当選[11]
- 第30回衆議院議員総選挙（新潟県第3区、1963年11月、自由民主党）次点落選[11]
- 第31回衆議院議員総選挙（新潟県第3区、1967年1月、自由民主党）当選[11]
- 第32回衆議院議員総選挙（新潟県第3区、1969年12月、自由民主党）当選[5]
- 第33回衆議院議員総選挙（新潟県第3区、1972年12月、自由民主党）当選[5]
- 第34回衆議院議員総選挙（新潟県第3区、1976年12月、自由民主党）次点落選[5]